# Soendaplaat

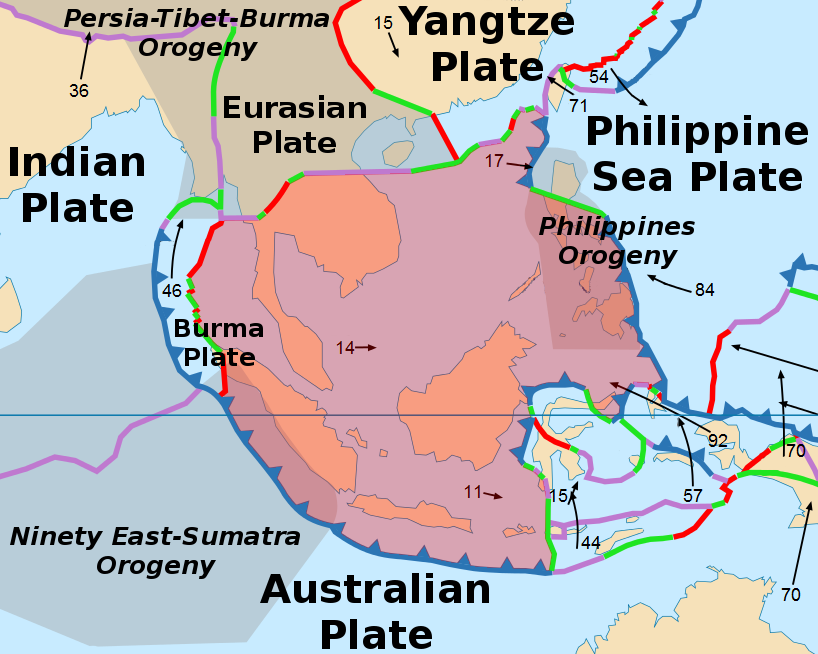
Soendaplaat

De Soendaplaat is een kleine tektonische plaat op het oostelijk halfrond ter hoogte van de evenaar, waarop het grootste deel van Zuidoost-Azië ligt.
De Soendaplaat werd vroeger als onderdeel van de Euraziatische Plaat beschouwd. Recent onderzoek gebaseerd op gps-metingen lijkt evenwel uit te wijzen dat de Soendaplaat zich onafhankelijk van de Euraziatische Plaat in oostelijke richting beweegt met een snelheid van 10 mm per jaar. Er bestaat echter niet noodzakelijkerwijs wetenschappelijke consensus over de status van deze en andere microplaten als afzonderlijke tektonische platen.
De Soendaplaat omvat de Zuid-Chinese Zee, de Andamanse Zee, de zuidelijke delen van Vietnam en Thailand, Maleisië, de eilanden Borneo, Sumatra, Java en een gedeelte van Celebes in Indonesië, evenals de zuidwestelijke Filipijnse eilanden Palawan en de Sulu-archipel.
De Soendaplaat grenst in het oosten aan de Filipijnse Mobile-gordel, Molukse Zee-collisiezone, Molukkenplaat, Bandaplaat en Timorplaat; in het zuiden en westen aan de Australische Plaat; en in het noorden aan de Birmaplaat, Euraziatische Plaat en de Jangtseplaat. De Indo-Australische Plaat schuift onder de Soendaplaat over de lengte van de Soendatrog, een subductieproces dat vaak aardbevingen genereert.
De oostelijke, zuidelijke en westelijke grens van de Soendaplaat zijn tektonisch complex en seismisch actief. Alleen de noordelijke grens is relatief rustig.